# Серра-ду-Рамалью
Серра-ду-Рамалью (порт. Serra do Ramalho) — муниципалитет в Бразилии, входит в штат Баия. Составная часть мезорегиона Вали-Сан-Франсискану-да-Баия. Входит в экономико-статистический микрорегион Бон-Жезус-да-Лапа. Население составляет 32 189 человек на 2006 год. Занимает площадь 2677,366 км². Плотность населения — 12,0 чел./км².

## История
Город основан 13 июня 1989 года.

## Статистика
- Валовой внутренний продукт на 2003 год составляет 78 327 371,00 реалов (данные: Бразильский институт географии и статистики).
- Валовой внутренний продукт на душу населения на 2003 год составляет 2419,15 реалов (данные: Бразильский институт географии и статистики).
- Индекс развития человеческого потенциала на 2000 год составляет 0,598 (данные: Программа развития ООН).